# 讃美歌と拳銃
讃美歌と拳銃（さんびかとけんじゅう、en:The Twinkle in God's Eye)は1955年に公開されたアメリカ合衆国の西部劇映画。監督ジョージ・ブレア。脚本 P.J.ウォルフソン。出演ミッキー・ルーニー、コリーン・グレイ、ヒュー・オブライエン、ジョーイ・フォーマン、ドナルド・バリー、マイク・コナーズ。この映画は1955年10月13日リパブリック・ピクチャーズによって公開された。

## あらすじ
とある町に教会があったが、先住民に焼き払われてしまった。
教会の設立者の息子である牧師は再建費用を賄う旅の中で、6人の女が乗った駅馬車を見つけて乗せてもらう。彼女たちは宗教への関心が薄そうだったが、それでもマクリンの説教は聞いていた。
到着早々女たちを迎える号砲代わりに銃声が響く。
駅馬車に乗っていた女たちはマーティ・カラハンが経営する酒場「シルヴァー・パレス」の踊り子たちであり、元恋人のローラもその一人だった。
マーティの父の墓は教会の跡地に残っており、牧師は教会の再建を再び誓う。
ある時、酒場の近くで爆発音がする。直後、牧師が店内に入り、日曜日の礼拝を知らせるための爆発音だと説明する。
彼はあたりかまわず日曜日の礼拝を知らせる張り紙をしたりするといった奇行に走ることはあったものの、住民たちの信頼を得ていく。
日曜日、酒場に3人組の強盗が入り、現金を奪われる。
3人組と通じていたオルガン奏者テッドは教会の敷地内にあった簡素な説教台の中に金を隠す。
これにより、保安官は強盗事件を立件できなかった。
一方、牧師はテッドを連れて先住民の元を訪れる。言葉は異なるものの、牧師の人柄により先住民からの信頼も勝ち取った。
ある日、ロデオの大会が開かれ、乗馬が下手な牧師も参加し、賞金を得ることができた。
また、同じ目的でローラも参加するが、こちらは大けがしたため、牧師は自らの賞金を彼女の治療費に充てた。そのため、教会の建設費用がなくなってしまい、牧師は人々に中止を命じる。さらに、サン・ディエゴのトーマス・ファロン牧師から手伝いを求める手紙が寄せられ、牧師はサン・ディエゴへ行こうとする。そこへ、踊り子の一人ミリーがローラの車いすを押しながら現れ、ここに残ってほしいと嘆願する。さらに先住民たちも現れ、同様に嘆願する。これを受け、牧師はこの地にとどまることにした。
ある夜、テッドから金を隠した場所を教えられた3人組は教会へ赴くが、説教しに来た牧師たちと鉢合わせる。だがそこへ、テッドが現れて3人に拳銃をつきつけ、説教大に隠してあった金をマーティへ渡す。
3人組は逮捕され、マーティは教会に金を寄付する。
そして再び日曜日、牧師の説教の後、マーティとローラの結婚式が開かれる。

## キャスト
| 役名      | 俳優                 | 日本語吹替   |
| 役名      | 俳優                 | 日本テレビ版 |
| --------- | -------------------- | ------------ |
| 牧師      | ミッキー・ルーニー   | 愛川欽也     |
| マーティ  | ヒュー・オブライエン | 若山弦蔵     |
| ルウ      | マイク・コナーズ     | 前田昌明     |
| ローラ    | コリーン・グレイ     | 五月女道子   |
| ミリー    | ジル・ジャーミン     | 菅谷政子     |
| テッド    | ジョーイ・フォーマン | 村越伊知郎   |
| ドーソン  | ドナルド・バリー     | 肝付兼太     |
| ベイブ    | トニー・ガーセン     | 高山正也     |
| ジョニー  | ケム・ディブス       | 芹川洋       |
| 山師(1)   |                      | 今富泰作     |
| 山師(2)   |                      | 雨森雅司     |
| 山師(3)   |                      | 和田啓       |
| 保安官(1) |                      | 伊海田弘     |
| 出納係    |                      | 木谷省三     |
| 材木屋    |                      | 大矢兼臣     |
| 助手      |                      | 平井俊明     |
| 女(1)     |                      | 海老原響子   |
| 女(2)     |                      | 小室かよ     |
| 女(3)     |                      | 吉行知子     |
| 男(1)     |                      | 猪野剛太郎   |
|           |                      |              |
| 演出      | 演出                 | 中野寛次     |
| 翻訳      | 翻訳                 | 大野隆一     |
| 効果      | 効果                 | PAG          |
| 調整      | 調整                 | 佐藤勝衛     |
| 制作      | 制作                 | 大光通商     |
| 解説      |                      |              |
| 初回放送  | 初回放送             | 1964年       |